# Ренді Сміт
Ренді Сміт (англ. Randy Smyth, 7 липня 1954) — американський яхтсмен.
Срібний призер Олімпійських Ігор 1984 (Торнадо), 1992 (Торнадо) років.